# Ackerbauschule Hohenheim
Die Ackerbauschule Hohenheim wurde 1818 zeitgleich mit der Akademie Hohenheim von Königin Katharina als Waisenanstalt gegründet. Seit 1973 wurden keine Schüler mehr aufgenommen und die Anstalt im Beisein der langjährigen Direktoren Gottlieb Stengel und Theo Bischoff geschlossen.

## Geschichte
Von Anfang an waren der Landwirtschaftsbetrieb und die angegliederten Schulen dem Direktor der Akademie unterstellt, so auch die Waisenanstalt und spätere Ackerbauschule. Erst Anfang des 20. Jahrhunderts wurde eine eigene Direktion eingerichtet, die Oberleitung verblieb jedoch weiterhin beim Rektor der Hochschule. Von einer Wohltätigkeitsanstalt war die Rede, die gleichzeitig landwirtschaftliche Gehilfen heranzüchten sollte, als Reaktion auf die Hungerjahre 1816 und 1817.
Ab 1840 warb die Ackerbauschule vermehrt um junge Bauernsöhne der Region. Zwei Jahre dauerte die Ausbildung in Pflanzenbau, Pflanzenernährung, Tierhaltung sowie landwirtschaftlicher Betriebs- und Marktlehre. Der Fachunterricht wurde überwiegend vom Fachpersonal der Hochschule erteilt, Kost und Logis im Internat waren frei. Im Gegenzug mussten die Schüler den praktischen Teil ihrer Ausbildung auf dem Hohenheimer Gut absolvieren. Die periodisch erscheinende Schulzeitschrift Der Landbaumann berichtete vom Schulbetrieb und enthielt Fachartikel des Lehrpersonals, die von den Ehemaligen sehr geschätzt wurden.
Aus der Ackerbauschule, die zunächst eine integrierte Elementarschule war, entwickelten sich im Laufe des 19. Jahrhunderts zusätzlich eine Grundschule und eine Reallateinschule. Die Grundschule wurde Anfang des 20. Jahrhunderts der Volksschule Plieningen angegliedert, die Reallateinschule entwickelte sich Mitte des 20. Jahrhunderts zum Vollgymnasium, das sich seit 1966 Paracelsus-Gymnasium nennt. Der rein berufliche Zweig der Ackerbauschule Hohenheim wurde 1973 geschlossen. Der 1910 gegründete Verein ehemaliger Ackerbauschüler besteht weiter.